# Herbert Obinger
Herbert Obinger (* 26. Februar 1970 in Salzburg) ist ein österreichischer Politikwissenschaftler und Hochschullehrer an der Universität Bremen.

## Leben und Wirken
Obinger studierte Politikwissenschaft an der Universität Wien und erwarb dort 1994 den Magistergrad der Philosophie. Nach Auslandsaufenthalten an den Universitäten Bern und Heidelberg schloss er 1997 in Wien auch ein Studium der Volkswirtschaftslehre mit dem Magistergrad ab. 1998 wurde Obinger mit einer von Emmerich Tálos und Wolfgang C. Müller betreuten Arbeit von der Universität Wien zum Dr. phil im Fach Politikwissenschaften promoviert. Zwischen 1998 und 2000 war er als wissenschaftlicher Mitarbeiter von Manfred G. Schmidt an dessen Lehrstuhl an der Universität Bremen tätig. Im Oktober 2000 wechselte Obinger universitätsintern an den Lehrstuhl von Stephan Leibfried. In Bremen habilitierte Obinger sich 2004 und erhielt die Venia legendi für das Fach Politikwissenschaft.
Anschließend war Obinger zunächst bis 2005 als Visiting scholar an der Harvard University tätig. Seit 2006 hat er den ordentlichen Lehrstuhl für Vergleichende Staatstätigkeitsforschung und vergleichende Sozialpolitik an der Universität Bremen inne. Von 2008 bis 2011 war er Direktor des Bremer Instituts für Politikwissenschaft, von 2010 bis 2015 Direktor des Zentrums für Sozialpolitik. Seit 2015 ist er Direktor der Abteilung Politische Ökonomie des Wohlfahrtsstaates am SOCIUM. Von 2012 bis 2015 war Obinger in Teilzeit zudem Professor am Centre for Welfare State Research an der Syddansk Universitet in Odense.
Obinger ist verheiratet und Vater von zwei Kindern. Seine Forschungsschwerpunkte liegen vor allem im Bereich staatlicher Wohlfahrt, insbesondere in den deutschen und österreichischen Systemen und deren Vergleich mit anderen internationalen Systemen sowie die Zusammenhänge des Wohlfahrtstaates mit den Kriegen des 20. Jahrhunderts.

## Schriften (Auswahl)
- Politische Institutionen und Sozialpolitik in der Schweiz. Der Einfluß von Nebenregierungen auf Struktur und Entwicklungsdynamik des schweizerischen Sozialstaates. Lang, Frankfurt am Main 1998, ISBN 3-631-33664-0 (Dissertation).
- Politik und Wirtschaftswachstum. Ein internationaler Vergleich. VS Verlag für Sozialwissenschaften, Wiesbaden 2004, ISBN 3-531-14342-5 (Habilitationsschrift).
- mit Emmerich Tálos: Sozialstaat Österreich zwischen Kontinuität und Umbau. Bilanz der ÖVP/FPÖ/BZÖ-Koalition. VS Verlag für Sozialwissenschaften, Wiesbaden 2006, ISBN 978-3-531-14756-7.
- mit Peter Starke, Julia Moser, Claudia Bogedan et al.: Transformations of the Welfare State. Small States, Big Lessons. Oxford University Press, Oxford 2010, ISBN 978-0-19-929632-3 (englisch).
- mit Bernhard Ebbinghaus, Marius Busemeyer, Stephan Leibfried, Nicole Mayer-Ahuja, Birgit Pfau-Effinger (Hrsg.): Wohlfahrtspolitik im 21. Jahrhundert: Neue Wege der Forschung, Frankfurt: Campus, 2013.
- mit Carina Schmitt und Stefan Traub: The Political Economy of Privatization in Rich Democracies. Oxford University Press, Oxford 2016.